# Séverine Pont-Combe
Séverine Pont-Combe (* 28. Juni 1979 in Meyrin) ist eine Schweizer Skibergsteigerin und Marathonläuferin. Sie ist Mitglied der Schweizer Nationalmannschaft Skialpinismus und nimmt auf internationaler Ebene für die Schweiz an Meisterschaften teil.

## Erfolge (Auswahl)
- 2005:
  - 4. Platz bei der Europameisterschaft im Skibergsteigen Team mit Andréa Zimmermann
  - 5. Platz bei der Europameisterschaft Skibergsteigen Einzel
  - 8. Platz Europameisterschaft Vertical Race

- 2006: 3. Platz bei der Weltmeisterschaft Skibergsteigen Team mit Catherine Mabillard

- 2008:
  - 1. Platz bei der Weltmeisterschaft Skibergsteigen Staffel (mit Marie Troillet, Nathalie Etzensperger, Gabrielle Magnenat)
  - 2. Platz bei der Weltmeisterschaft Skibergsteigen Team mit Nathalie Etzensperger
  - 6. Platz bei der Weltmeisterschaft Skibergsteigen Einzel
  - 9. Platz Weltmeisterschaft Skibergsteigen Kombinationswertung

### Patrouille des Glaciers
- 2006: 1. Platz und erneute Rekordzeit mit Catherine Mabillard und Gabrielle Magnenat
- 2008: 1. Platz und Rekordzeit mit Nathalie Etzensperger und Gabrielle Magnenat

### Pierra Menta
- 2006: 3. Platz mit Catherine Mabillard
- 2008: 3. Platz mit Gabrielle Magnenat